# Lemery
Lemery (Bayan ng Lemery) är en kommun i Filippinerna. Kommunen ligger på ön Panay, och tillhör provinsen Iloilo. Folkmängden uppgår till 23 546 invånare.

## Barangayer
Lemery är indelat i 31 barangayer.
| - Agpipili - Alcantara - Almeñana - Anabo - Bankal - Buenavista - Cabantohan - Capiñahan - Dalipe - Dapdapan - Gerongan | - Imbaulan - Layogbato - Marapal - Milan - Nagsulang - Nasapahan - Omio - Pacuan - Poblacion North West Zone - Poblacion South East Zone | - Pontoc - San Antonio - San Diego - San Jose Moto - Sepanton - Sincua - Tabunan - Tugas - Velasco - Yawyawan |